# Miridiba formosana
Miridiba formosana är en skalbaggsart som beskrevs av Moser 1909. Miridiba formosana ingår i släktet Miridiba och familjen Melolonthidae. Inga underarter finns listade i Catalogue of Life.